# 游牧布爾人

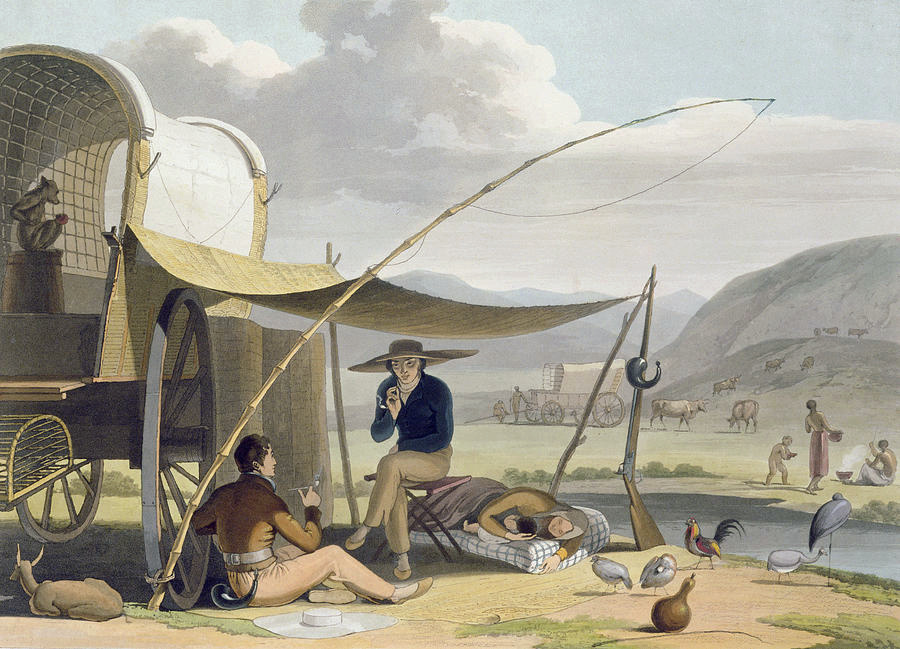
游牧布爾人

游牧布爾人是指在荷屬好望角殖民地定居的歐洲殖民者的后裔，這些人一度以游牧為生。有些游牧布爾人具有科伊科伊人血统。17世纪末至18世纪，一些從歐洲來的人不滿荷兰东印度公司的统治，於是开始从開普敦周边地区迁移到内陆地区寻找更好的牧场，並且與原住民開展貿易。 :26